# Circonscription de Kuye
La circonscription de Kuye est une des 135 circonscriptions législatives de l'État fédéré Amhara, elle se situe dans la Zone Est Godjam. Sa représentante actuelle est Banchi Mulugeta Meri.